# Linaria amoi
Linaria amoi är en grobladsväxtart som beskrevs av Campo och Mariano del Amo y Mora. Linaria amoi ingår i släktet sporrar, och familjen grobladsväxter. Inga underarter finns listade i Catalogue of Life.